# Qatar ExxonMobil Open 1995
Відкритий чемпіонат Катару 1995 (також відомий як Qatar ExxonMobil Open 1995 за назвою спонсора) — 3-й чоловічий тенісний турнір, який відбувся з 2 по 9 січня в місті Доха (Катар) на відкритих твердих кортах у Міжнародному центрі тенісу і сквошу Халіфа. Був одним зі змагань Світової серії як частини Туру ATP 1995.
Стефан Едберг виграв свій перший титул за рік і 42-й у своїй кар'єрі. Це була його друга перемога в Досі, першу він здобув за рік до того.

## Переможці

### Одиночний розряд
Стефан Едберг —  Магнус Ларссон, 7–6(7–4), 6–1

### Парний розряд
Стефан Едберг /  Магнус Ларссон —  Андрій Ольховський /  Ян Сімерінк, 7–6, 6–2